# Ruta de Rhode Island 77
La Ruta de Rhode Island 77, y abreviada R.I. 77 (en inglés: Rhode Island Route 77) es una carretera estatal estadounidense ubicada en el estado de Rhode Island. La carretera inicia en el Norte desde la Ruta 179     en Tiverton hacia el Sur terminando en Little Compton. La carretera tiene una longitud de 26,1 km (16.2 mi).

## Mantenimiento
Al igual que las autopistas interestatales, y las rutas federales y el resto de carreteras estatales, la Ruta de Rhode Island 77 es administrada y mantenida por el Departamento de Transporte de Rhode Island por sus siglas en inglés RIDOT.

## Cruces
La Ruta de Rhode Island 77 es atravesada principalmente por la Ruta 177     en Tiverton.